# Ndrek Luca
Ndrek Luca, właśc. Ndrekë Luca (ur. 3 września 1927 w Dukagjini, zm. 16 stycznia 1993 w Tiranie) – albański aktor i reżyser. 

## Życiorys
W dzieciństwie wraz z rodziną przeniósł się do Szkodry, gdzie ukończył szkołę. Brał udział w ruchu oporu. Po zakończeniu wojny studiował w szkole lotniczej w Belgradzie. W 1950 r. rozpoczął pracę aktora zawodowego występując w teatrze wojskowym. Karierę artystyczną przerwał wyjeżdżając do szkoły lotniczej. Po powrocie do kraju, dzięki wstawiennictwu rosyjskiej reżyserki Ziny Andri zadebiutował 11 listopada 1950 na deskach Teatru Ludowego rolą Shpenda Gjeto w sztuce „Halil i Hajria”. W latach 80. zaczął także reżyserować. Zasłynął adaptacją sceniczną opery „Nasza ziemia” (Toka jone) z librettem Kole Jakovy.
W 1963 r. zadebiutował w filmie rolą Tomoriego w Detyrë e posaçme (reż. Kristaq Dhamo). W swojej karierze zagrał ponad 30 ról filmowych, trzy z nich zostały wyróżnione nagrodami państwowymi. W 1987 odszedł na emeryturę. Pod koniec życia zaangażował się w działalność na rzecz rehabilitacji potępianego w czasach komunizmu Gjergj Fishty. 
Jego żoną była aktorka Mimika Luca.
Został uhonorowany tytułem Artysty Ludu (Artist i Popullit). W dwudziestą rocznicę śmierci artysty powstał film poświęcony jego pamięci – Të fala nga Ndrek Luca (reż. Mevlan Shanaj). Imię Ndreka Lucy nosi ulica w południowo-zachodniej części Tirany (dzielnica Komuna e Parisit), w Kamzie i w Prisztinie.

## Role filmowe
- 1963: Detyrë e posaçme jako Tomori
- 1966: Oshëtime në bregdet jako Jonuz Bruga
- 1966: Komisari i Dritës jako ksiądz
- 1967: Duel i Heshtur jako Rahmi
- 1968: Prita jako komendant
- 1969: Njësiti guerril jako dowódca oddziału
- 1969: Plage te vjetra jako Gjini
- 1970: Gjurma jako Besim
- 1973: Operacioni Zjarri jako Pjeter Mustakuqi
- 1974: Shtigje të luftës jako ballista
- 1974: Shpërthimi jako Hasan
- 1975: Rrugicat që kërkonin diell jako Gani Herri
- 1975: Në fillim të verës jako generał Piccioni
- 1976: Pylli i lirisë jako Llano Shlapi
- 1976: Thirrja jako Vata
- 1976: Tinguj lufte jako Selim
- 1978: Udha e shkronjave TV jako Ndrio
- 1978: Nga mesi i errësirës jako Meti
- 1979: Mysafiri jako Gjergji
- 1980: Nusja jako Dem Mareci
- 1981: Nje nate pa drite jako Filip
- 1981: Qortimet e vjeshtës jako Rasim aga
- 1982: Flaka e maleve jako rzemieślnik
- 1983: Fundi i një gjakmarrjeje jako Shpendi
- 1984: Koha nuk pret TV jako Cen Vrapi, właściciel Odeona
- 1984: Lundrimi i parë jako Qazim
- 1986: Guri i besës jako Gjin
- 1990: Balada e Kurbinit jako Vuhan pasza
- 1996: Viktimat e Tivarit